# Luigi Chinetti
Luigi Chinetti, född 17 juli 1901 i Milano, död 17 augusti 1994 i Greenwich i Connecticut, var en italiensk/amerikansk racerförare, affärsman och stallägare.

## Racingkarriär
Chinetti började som sextonåring som mekaniker hos Alfa Romeo 1917. Han ogillade det fascistiska styret och flyttade till Paris, där han sålde sportbilar som Alfa Romeo och Talbot-Lago. I Frankrike började han även köra biltävlingar. Chinetti vann Le Mans 24-timmars tre gånger, 1932, 1934 och 1949. Han körde samtliga Le Mans-lopp mellan 1932 och 1953. Chinetti vann även Spa 24-timmars 1933 och 1949.
Chinetti kom till USA i samband med Indianapolis 500 1940 och blev kvar under resten av andra världskriget. Han blev amerikansk medborgare 1946. Efter kriget återvände han till Europa och återupptog sin racingkarriär. Tillsammans med den skotske adelsmannen Peter Mitchell-Thomson (Lord Selsdon) vann han det första Le Mans-loppet efter kriget med en Ferrari 166 MM 1949. Det blev även Ferraris första Le Mans-vinst. Chinettis körning blev legendarisk: Lord Selsdon var först och främst finansiär och körde bara en knapp halvtimme, för att reglerna krävde det. Resten av loppet, drygt tjugotre timmar, körde Chinetti själv. År 1951 var Chinetti Piero Taruffis färdmekaniker i Carrera Panamericana när de vann loppet med en Ferrari 212.
I slutet av 1940-talet slöt Chinetti ett avtal med Ferrari om att bli märkets första, och under flera år enda, återförsäljare i USA. Chinetti var en diskret man som värnade om sina rika kunders anonymitet och summorna de lade på sina sportbilar. Hans välbärgade nordamerikanska kunder bidrog till stor del med att finansiera Ferraris tävlingsbilar under 1950- och 1960-talen och Enzo Ferrari har själv uppgivit att enda anledningen till att han byggde Gran turismo-bilar var just för att betala tävlingsverksamheten.
Chinetti startade sitt eget stall, North American Racing Team, 1958 och tävlade i början främst i Nordamerika. Han vann återigen Le Mans 24-timmars 1965, nu som stallägare, när Jochen Rindt och Masten Gregory räddade segern åt Ferrari med sin 250 LM, sedan fabriksbilarna fallit bort en efter en. NART fortsatte tävla i de största sportvagnstävlingarna fram till 1982.